# Páramo de Rechíniga
Páramo de Rechíniga es una meseta y páramo en Colombia. Se encuentra ubicado en el municipio de Chita departamento de Boyacá  , en la parte central del país, 260 km al noreste de Bogotá, la capital nacional.
La temperatura promedio es de 6 °C. El mes más caluroso es enero, con 10 °C, y el julio más frío, con 3 °C La precipitación media 2,322 milímetros al año. El mes más lluvioso es mayo, con 321 milímetros de lluvia, y el más seco es enero, con 21 milímetros.
| Climograma de Páramo de Rechíniga | Climograma de Páramo de Rechíniga | Climograma de Páramo de Rechíniga | Climograma de Páramo de Rechíniga | Climograma de Páramo de Rechíniga | Climograma de Páramo de Rechíniga | Climograma de Páramo de Rechíniga | Climograma de Páramo de Rechíniga | Climograma de Páramo de Rechíniga | Climograma de Páramo de Rechíniga | Climograma de Páramo de Rechíniga | Climograma de Páramo de Rechíniga |
| --- | --------------------------------- | --------------------------------- | --------------------------------- | --------------------------------- | --------------------------------- | --------------------------------- | --------------------------------- | --------------------------------- | --------------------------------- | --------------------------------- | --------------------------------- |
| E | F                                 | M                                 | A                                 | M                                 | J                                 | J                                 | A                                 | S                                 | O                                 | N                                 | D                                 |
| 21 17 4 | 79 16 4                           | 106 17 2                          | 293 13 -1                         | 321 9 -1                          | 270 8 -1                          | 260 7 -1                          | 224 8 -1                          | 241 10 0                          | 273 10 1                          | 169 8 1                           | 65 12 3                           |
| temperaturas en °C • totales de precipitación en mm |                                   |                                   |                                   |                                   |                                   |                                   |                                   |                                   |                                   |                                   |                                   |
| Conversión sistema imperial\| E \| F \| M \| A \| M \| J \| J \| A \| S \| O \| N \| D \| \| 0.8 63 39 \| 3.1 61 39 \| 4.2 63 36 \| 12 55 30 \| 13 48 30 \| 11 46 30 \| 10 45 30 \| 8.8 46 30 \| 9.5 50 32 \| 11 50 34 \| 6.7 46 34 \| 2.6 54 37 \| \| temperaturas en °F • totales de precipitación en pulgadas \| \| \| \| \| \| \| \| \| \| \| \| |                                   |                                   |                                   |                                   |                                   |                                   |                                   |                                   |                                   |                                   |                                   |
| E | F                                 | M                                 | A                                 | M                                 | J                                 | J                                 | A                                 | S                                 | O                                 | N                                 | D                                 |
| 0.8 63 39 | 3.1 61 39                         | 4.2 63 36                         | 12 55 30                          | 13 48 30                          | 11 46 30                          | 10 45 30                          | 8.8 46 30                         | 9.5 50 32                         | 11 50 34                          | 6.7 46 34                         | 2.6 54 37                         |
| temperaturas en °F • totales de precipitación en pulgadas |                                   |                                   |                                   |                                   |                                   |                                   |                                   |                                   |                                   |                                   |                                   |

| E                                                         | F         | M         | A        | M        | J        | J        | A         | S         | O        | N         | D         |
| 0.8 63 39                                                 | 3.1 61 39 | 4.2 63 36 | 12 55 30 | 13 48 30 | 11 46 30 | 10 45 30 | 8.8 46 30 | 9.5 50 32 | 11 50 34 | 6.7 46 34 | 2.6 54 37 |
| temperaturas en °F • totales de precipitación en pulgadas |           |           |          |          |          |          |           |           |          |           |           |